# Calcar avis
Il calcar avis (letteralmente sperone d'uccello) è una struttura anatomica che delimita postero-medialmente il corno posteriore del ventricolo laterale dell'encefalo.
Era conosciuto, nel XIX secolo, come ippocampo minore.